# 網路新聞傳輸協定
网络新闻传输协议（英文：Network News Transport Protocol，缩写：NNTP）是一个主要用于阅读和张贴新闻文章（新闻组邮件）到Usenet上的Internet的应用协议。这个协议也负责新闻在服务器间的传送。NNTP协议是由加州大学圣迭戈分校的Brian Kantor和加州大学伯克利分校的Phil Lapsley发明的，其他为此协议贡献过的人包括贝勒医学院的Stan Barber和苹果电脑公司的Erik Fair。
Usenet最初是由UUCP网络发展而来，在UUCP网络上，大部分文章都是直接通过两台电脑间的电话线连接传送。发帖人和阅读者必须登入相同服务器的主机然后从本地硬盘阅读文章。后来随着LAN和網際網路的普及，人们希望新闻阅读器能够在个人电脑上运行，同时人们也迫切希望了解文章在互联网上传播的路径，因为当时网络上互联网兼容文件系统并不存在，于是人们开发出一个新的类似SMTP的协议，与SMTP不同的是，这种协议只用来阅读新闻组。
目前这个协议仍然被广泛使用，2005年正在努力制定一个NNTP的更新标准，IMAP协议也能用于新闻组的阅读。